# گوگول یک انتقام ترسناک
گوگول یک انتقام ترسناک (به روسی: Гоголь. Страшная месть) یک فیلم فانتزی ترسناک روسی است که در سال ۲۰۱۸ انتشار یافت. این فیلم توسط اِگر بارانوف کارگردانی شده است و الکساندر پتروف به عنوان نقش اصلی در آن ایفای نقش کرده است. این سومین و آخرین فیلم از سه‌گانه گوگول است. این فیلم در تاریخ ۳۰ اوت ۲۰۱۸ در روسیه و در سراسر جهان منتشر شد و توانست نظرات منتقدان را به خود جلب کند.

## بازیگران
- الکساندر پتروف - نیکلای واسیلیویچ گوگول
- اولگ منشیکف - محقق یوکو پتروویچ گورو
- یوگی استیچکین - الکساندر خارتوفوروا بنکا
- آرتم سوسکوف - سلاشیر
- تایسیا ویلکووا - الیزاتا (لیزا) دانیشوسکایا- الیزابت / اسب سوار
- جولیا فرانتز - اوکسانا
- جان تزاپنیک - لئوپولد لئوپولدویچ بومگارت
- یوجین ساتیی - یاکیم
- آرتیوم تهچنکو - آلکسی دانشیوفسکی